# Emiliano Tirona

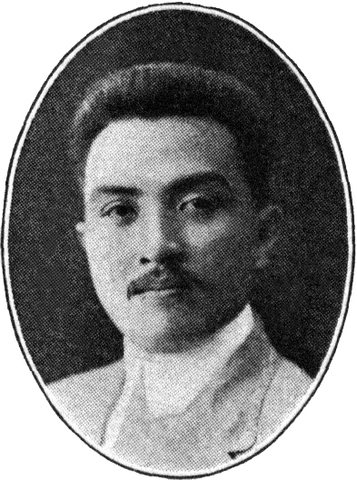
Emiliano Tria Tirona

Emiliano Tria Tirona (Kawit, 1882 - Manilla, 8 april 1952) was een Filipijns politicus. Hij was de afgevaardigde van de provincie Cavite van  1909 tot en met 1912, van 1916 tot en met 1919 van 1931 tot en met 1934. Ook werd hij namens Cavite gekozen in de Senaat van de Filipijnen van 1922 tot en met 1925. Tijdens de Tweede Wereldoorlog was hij minister in het kabinet van de door de Japanners aangestelde president Jose Laurel en zat hij in tevens om het toenmalig parlement. Na de herovering van de Filipijnen zat hij hierdoor enige tijd gevangen. Van 1947 tot zijn dood in 1952 was Tirona opnieuw lid van de Filipijnse Senaat.

## Biografie
Emiliano Tirona werd geboren in 1882 in Kawit, in de Filipijnse provincie Cavite. Hij studeerde van 1893 tot aan de uitbraak van de Filipijnse revolutie aan de Ateneo Municipal de Manila. In 1898 hervatte hij zijn studie aan het Instituto Burgos in Malolos. Vanaf 1899 studeerde hij weer aan het Ateneo de Manila, waar hij in 1902 een Bachelor of Arts-diploma behaalde. Aansluitend studeerde Tirona rechten aan het Escuala de Derecho in Manilla, waar hij in 1905 zijn bachelor-opleiding rechten voltooide. In juli 1905 kreeg hij van het Hooggerechtshof van de Filipijnen toestemming om als advocaat aan de slag te gaan. Een jaar later behaalde hij ook nog zijn licentiaat rechten aan het Escuela de Derecho.
In 1906 werd Tirona benoemd tot secretaris van het Instituto Filipino. Later was hij onderdirecteur en directeur van dit instituut. Ondertussen werd hij ook politiek actief. Bij de verkiezingen van 1907 stelde hij zich kandidaat voor de zetel van de provincie Cavite in het Filipijns Huis van Afgevaardigden. Deze zetel werd echter met ruime marge gewonnen door Rafael Palma, die zich gesteund zag door machtige politieke bondgenoten als gouverneur Leonardo Osorio, voormalig gouverneur Mariano Trias en generaal Emilio Aguinaldo. Zijn beurt kwam echter kort daarna, toen Palma in 1908 werd benoemd in de Philippine Commission. Tirona won met steun van Palma en namens de Nacionalista Party de speciale verkiezingen op 19 januari 1909 voor de vrijgekomen zetel. Eind 1909 werd hij bij de regulier verkiezingen herkozen met een termijn tot en met 1912. Later was hij nogmaals afgevaardigde van Cavite van 1916 tot 1919. Bij de Filipijnse verkiezingen van 1919 deed Tirona een gooi naar de zetel van het vijfde senaatsdistrict. Hij verloor de verkiezingen echter van voormalig gouverneur Antero Soriano, een protegé van Manuel Quezon.
In 1922 werd Tirona namens de Democrata Party, de oppositiepartij, gekozen namens het 4e senaatsdistrict in de Senaat van de Filipijnen. In de Senaat viel hij op door zijn voortdurende kritiek op senaatspresident Manuel Quezon. In 1925 werd hij herkozen als senator. Van 1931 tot 1934 was Tirono opnieuw afgevaardigde namens Cavite in het Huis. Tevens was hij in 1931 en 1932 een van de leden van de Osrox missie die in Verenigde Staten lobbyden voor Filipijnse onafhankelijkheid. Bij de verkiezingen van 1934 verloor Tirona de verkiezingen om de zetel van Cavite in het Huis van Francisco Arca. Na de oprichting van het Gemenebest van de Filipijnen en de rectificatie van de Filipijnse Grondwet in 1935 werd er op 15 september van dat jaar gestemd voor een president en een nieuw Nationaal Assemblee, dat in tegenstelling tot voorheen nog maar bestond uit een kamer. Tirona steunde bij deze verkiezingen de kandidatuur van Emilio Aguinaldo voor het presidentschap Gemenebest. Zelf deed hij een gooi naar een zetel in het Assemblee. Aguinaldo verloor echter van Manuel Quezon en Tirona op zijn beurt verloor van Justiniano Montano, de kandidaat van Quezon. In 1938 trok hij zich tijdelijk terug uit de politiek na zijn benoeming tot rechter van het Court of First Instance. 
Bij de verkiezingen van 1941 werd Tirona echter opnieuw gekozen tot senator. Voor de nieuw gekozen Filipijnse Senaat in zitting kon gaan vielen de Japanners bij het begin van de Tweede Wereldoorlog in Azië de Filipijnen echter binnen. Tijdens de oorlogsjaren collaboreerde Tirona met de Japanners. Zo was hij lid van het nieuwe parlement en was hij van 14 oktober 1943 tot 1 maart 1944 minister van Gezondheid, Arbeid en Welzijn in het kabinet van Jose Laurel. Na de herovering van de Filipijnen werd Tirona daarom, net als andere collaborateurs door de Amerikanen gearresteerd en zat hij enige tijd gevangen in Bilibid Prison. In 1947 werd Tirona namens de Liberal Party opnieuw gekozen in de Senaat. Gedurende deze termijn als senator kreeg hij kanker en moest hij zich uiteindelijk per rolstoel naar de Senaat laten rijden om zijn stem nog uit te kunnen brengen.
Tirona overleed in 1952 nog voor het einde van zijn termijn als senator. Hij was getrouwd met Maria del Rosario, een jongere zus van de vrouw van Emilio Aguinaldo.